# Quận Stevens, Kansas
Quận Stevens là một quận thuộc tiểu bang Kansas, Hoa Kỳ. Theo điều tra dân số năm 2000 của Cục điều tra dân số Hoa Kỳ, quận có dân số 5463 người. Quận lỵ là Hugoton.6
Quận được đặt tên theo nhà chínhh trị Pennsylvania Thaddeus Stevens